# Новий Баганьонок
Новий Баганьонок (рос. Новый Баганёнок) — селище у Краснозерському районі Новосибірської області Російської Федерації.
Входить до складу муніципального утворення Веселовська сільрада. Населення становить 398 осіб (2010).

## Історія
Згідно із законом від 2 червня 2004 року органом місцевого самоврядування є Веселовська сільрада.

## Населення
| 2002 | 2007 | 2010 |
| ---- | ---- | ---- |
| 549  | ↘513 | ↘398 |